# Якоб ван Лоо
Якоб ван Лоо (нід. Jacob van Loo; 1614, Сльойс — 26 листопада 1670) — голландський художник Золотої доби. Засновник династії французьких художників.

## Життєпис
Предки належали до зеландських бюргерів й нотаріусів. Втім вже його батько Ян (Йоганнес) ван Лоо значиться як художник. Перші знання з малювання отримав в родинній майстерні. Ранні роки життя художника погано відомі в зв'язку з загибеллю архівів його рідного містечка під час Другої світової війни. На сьогодні в ратуші Сльйоса зберігається його картина «Троє чоловіків у винному погребі», що можливо є однією з ранніх робіт.
У 1642 році він приїхав до Амстердаму. У 1643 році одружився з сестрою живописця Мартіна Ленгеля, якого він уповноважив оформити на себе 1/4 частку в будинку ювеліра в Гаазі.
У 1652 році вже був відомий як майстер живопису і, сподіваючись отримати замовлення на оформлення нової ратуші, художник купив собі громадянство міста Амстердам. У 1654 році поет Ян Вос захоплювався його роботою, порівнюючи його з Рембрандтом, Говартом Флінком і Фердинандом Болом. Був одним з претенденті на розпис палацу штатгальтера Гейс-тен-Бос, але не отримав цього замовлення.
У 1660 році був змушений тікати з Голландії до Парижа, оскільки заколов в бійці в таверні «Хофф ван Фрізландт» виноторговця Хендріка Бреда. Проведений за його відсутності суд засудив художника до смертної кари в разі його повернення.
У Парижі викладав в Королівській академії живопису і скульптури, членом якої став в 1663 році за портрет художника Мішеля Корнеля Старшого. Помер 1670 року.

## Творчість
Спочатку перебував під впливом під впливом живопису Томаса де Кейзера і Якоба Баккера. Працював в стилі бароко.
Став одним з найбільш значних голландських майстрів живопису XVII століття. Картини відрізняються уточненими підбором фарб. Написав також численні портрети, серед яких граф Вільгельм-Фрідріх фон Нассау-Діц, Йоган Гюйдекопер ван Маарссівен, його дружина, його сестра Леонара Гюйдекопер, Йохан Ортт.
Є автором картин міфологічного змісту, де в центрі були жіночі фігури в стилі ню. Тут на нього мав вплив Ян Вермер. Був визнаним майстром жанрового живопису, виконаних з тонкою палітрою кольорів.

### Відомі картини
- Даная, 1640-ві
- Родина Мербека Крійвагена, 1640—1645 роки
- Діана і її німфи, 1648 рік
- Коханці, 1650—1660 роки
- Вакхічна сценка, 1653 рік
- Діана і її німфи, 1654 рік
- Груповий портрет попечительок робочого будинку для бідняків в Гарлемі, 1659 рік
- Автопортрет, 1660 рік
- Артемісія Карійська п'є прах її чоловіка Мавсола, 1660 рік
- Портрет французької королівської родини, 1663 рік

## Родина
Дружина — Анна Ленгель
Діти:
- Жан (1654—1700)
- Луї-Абрахам (1656—1712)